# The Woody Woodpecker Polka
The Woody Woodpecker Polka est le 37e court métrage d'animation de la série de Woody Woodpecker, sorti le 29 octobre 1951 au cinéma, produit par Walter Lantz Productions pour Universal Pictures.

## Fiche technique
- Titre  : The Woody Woodpecker Polka
- Série : Woody Woodpecker
- Actrice : (voix) Grace Stafford
- Réalisateur : Walter Lantz
- Scénario : Walter Lantz, Ben Hardaway, Warren Foster, Tedd Pierce
- Animateur : Ray Abrams, Fred Brunish, Don Patterson, Laverne Harding, Paul J. Smith
- Producteur : Walter Lantz
- Production : Walter Lantz Productions
- Distributeur : Universal Pictures
- Date de sortie : 29 octobre 1951
- Format d'image : Technicolor
- Durée : 6 min 36 s
- Musique : Clarence Wheeler, Warren Foster, Tedd Pierce, Billy May, The Starlighters
- Langue : (en)
- Pays :  États-Unis

## Commentaire
- Le film ne comporte aucun dialogue
- Les paroles de la chanson The Woody Woodpecker Polka ont été écrites par Warren Foster et Tedd Pierce, sur une musique de Billy May. La chanson a été interprétée par The Starlighters[1]. Cette chanson remplace le thème habituel de la série, Woody Woodpecker Song au générique du film et est reprise plusieurs fois dans le film.
- La version de Mel Blanc du célèbre rire de Woody est utilisé dans la dernière partie de la The Woody Woodpecker Polka.